# Catherine Furnace
Catherine Furnace är en kommunfri ort på landsbygden i Page County, Virginia.

## Befolkning
Eftersom orten inte utgör en census designated place finns inte några officiella befolkningssiffror för området.

## Namn
Orten har fått sitt namn efter en hytta vilken var i drift 1836-1885. Hyttans masugnsruin är sedan 1974 uppförd på National Register of Historic Places.

## Historia
Catherine Furnace var en av de tre hyttor i Page County vilka var i drift under det amerikanska inbördeskriget. Det tackjärn som framställdes där transporterades på vagnar till Tredegar Iron Works i Richmond, sydstaternas största järnverk. Hyttan tillverkade även kanonkulor för artilleriet. I maj 1862 genomförde unionssidan en kavalleriräd med syfte förstöra anläggningen, men nordstatskavalleriet drevs tillbaka innan det nådde fram. Hyttans disponent Noah Foltz var en sydstatsunionist vilken hjälpte tillfångatagna nordstatssoldater att fly från konfedererad krigsfångenskap.
Hyttan köptes 1867 av William Milnes & Co. och drevs tillsammans med andra närliggande masugnar som en del av Shenandoah Iron Works. 1871 övertogs den av Shenandoah Iron Lumber Mining Manufacturing Company, som 1889 sålde egendomen. Efter flera ägarbyten övergick den 1915 i federal ägo.